# Guaranda
Guaranda, también conocida como San Pedro de Guaranda, es una ciudad ecuatoriana; cabecera cantonal del Cantón Guaranda y capital de la Provincia de Bolívar, así como la urbe más grande y poblada de la misma. Se localiza al centro de la región interandina del Ecuador, en los flancos externos de la cordillera occidental de los Andes, dentro de la hoya del río Chimbo, entre los ríos Culebrillas y Salinas, a una altitud de 2668 m s. n. m. y con un clima andino de 16 °C en promedio.
Se la conoce como "Ciudad de las Siete Colinas", por estar rodeada de las colinas: San Jacinto, Loma de Guaranda, San Bartolo, Cruzloma, Tililag, Talalag y el Calvario. Además tiene el sobrenombre de "Ciudad de los Eternos Carnavales", por llevar a cabo la fiesta de carnaval más famosa del país, a la cual acuden decenas de miles de turistas nacionales y extranjeros. En el censo de 2022 tenía una población de 30.755 habitantes, lo que la convierte en la quincuagésima primera ciudad más poblada del país. 
Sus orígenes datan del siglo XVI, y desde entonces, es una de las principales núcleos urbanos de la zona debido a su desarrollo y ubicación geográfica. Es el más importante centro administrativo, económico, financiero y comercial de la provincia. Las actividades principales de la ciudad son la agricultura, la ganadería, la agroindustria y el comercio.

## Himno a Guaranda
I
Guaranda la soberbia, la ninfa de los Andes
que lleva siempre al tope altivo el tricolor
es cuna de Echeandía, de Chávez y otros grandes,
es tierra legendaria, es patria de honor.
II
Guaranda la soberbia, la digna de otra suerte,
compendio de grandeza, heraldo de valor,
jamás perdona agravios ni permanece inerte,
pues cuenta entre sus hijos: sostén y pundonor.
III
¡Bolívar, la provincia de encantos y ensueños!
¡Bolívar, la que lleva su nombre con unción!
Bolívar, preterida en sus ardientes sueños,
hoy manifiesta al mundo su nítido pendón.
Música: Evaristo García
Letra: Eliza Mariño de Carvajal

## Toponimia
El nombre de Guaranda quizá proviene de la primitiva tribu de los guarangas que la poblaron. Guarango es también el nombre de un frondoso árbol que abundaba en ese territorio y uno de los cuales se halla sembrado como simbólico recuerdo en el parque de la ciudad.

## Historia
En la época precolombina, la zona estuvo poblada por los puruháes, que fueron etnias numerosas de indígenas que ocupaban las provincias de Chimborazo, Bolívar, Tungurahua y parte de Cotopaxi de la república del Ecuador. Tuvieron una monarquía federativa, donde cada curaca o régulo gobernaban independientemente su propio pueblo; pero en casos graves relativos al bienestar general, todos los jefes se juntaban a deliberar en asamblea común, presidido por el régulo. Tenían un gobierno bien organizado y leyes que arreglaban la sucesión al poder. La monarquía era hereditaria y sucedía siempre el hijo varón. Estos pueblos formaron parte del Reino de Quito, hasta la llegada y posterior conquista de los incas. Probablemente, cuando Túpac Yupanqui regresó desde Quito hasta Cuzco, utilizó la ruta relativamente accesible que desciende desde el callejón andino, pasando por los páramos del volcán Chimborazo, y que desciende por el valle del río Chimbo hasta alcanzar la llanura costera.
Durante la etapa Colonial fueron creados algunos corregimientos, entre estos, el de Chimbo, fundado por el conquistador español Sebastián de Belalcázar, en 1534, tomando en cuenta la ubicación especial entre costa y sierra, la fertilidad de su suelo, la variedad de clima y productos y la calidad de sus habitantes. La fecha de fundación española de Guaranda no es muy clara, pero se presume que fue fundada el 23 de abril de 1571 , con el nombre de "Limpia Concentración de Guaranda".
Los escasos datos existentes de la historia de la ciudad fueron hechos por corregidor de Chimbo, Miguel de Cantos que escribió en 1581 sobre la ciudad de Guaranda. Para 1592, Guaranda se consolida como una pequeña población, dentro del Corregimiento de Chimbo (fundado en 1581).
En el siglo XVIII, Guaranda se convirtió en el centro comercial más importante de la zona, es por esto que en 1702 se fundó el Corregimiento de Guaranda; mientras en 1776 desaparece el Corregimiento de Chimbo y se le asigna a Guaranda toda su jurisdicción. Fue elevada a Villa el 11 de noviembre de 1811, su independencia fue el 10 de noviembre de 1820, y se constituyó como cantón el 23 de junio de 1824. Ocurridos los terremotos de 1674 y 1775, la destruyeron completamente, por lo que pasó a ser Guaranda el Corregimiento, hacia los años 1776 y 1780. La leyenda relata que el traslado se efectuó en forma sigilosa, por la noche, con archivos y empleados, porque el Corregidor se había enamorado de la hija del cacique guarandeño Huamán.
Algunos fueron los corregidores: Don Nicolás Hordoñez, y el General de Baltazar Carriendo y Arce, el General Fernando Antonio de Echeandía padre del prócer guarandeño Coronel Manuel de Echeandía- Don Gaspar de los Ríos y el Capitán de Dragones José de Larrea y Villavicencio, designado por la junta de Gobierno de Quito el 14 de agosto de 1809, esto es, a los cuatro días de lanzado el Primer grito de Independencia Americana.
Durante el periodo de supervivencia del llamado Estado de Quito (1811-1812), Guaranda fue una de las ocho ciudades que enviaron se representante al Supremo Congreso que se instaló el 11 de octubre de 1811 en el Palacio Real de Quito; obteniendo la diputación el Dr. Antonio Ante. De igual manera, durante este período la ciudad y sus alrededores fueron elevados a la categoría de provincia.
Durante la lucha por la Independencia, la ruta interregional de Guaranda constituyó un objetivo militar muy codiciado. Después de la independencia de Guayaquil, el 9 de octubre de 1820, varias de las pequeñas localidades cercanas empezaron a mostrar su adhesión a la causa emancipadora, y es así como las tropas guayaquileñas iniciaron una brusca expansión de sus filas para eventuales ataques realistas y las futuras batallas en pro de la independencia de Quito. Las autoridades del gobierno provisorio ordenaron el avance de las tropas hacia la serranía, ubicándose en primer lugar en la ciudad de Babahoyo (en la actual provincia de Los Ríos) y, desde ahí, iniciar las hostilidades contra los realistas.
La llegada a Babahoyo se dio el 7 de noviembre de ese año. Entre los soldados guayaquileños se encontraban: José de Antepara, quien no era experto en lo militar, sin embargo, decidió ingresar al servicio a favor de la causa independentista; y Abdón Calderón con el grado de subteniente. El primer punto al que decidieron atacar, con el objetivo de lograr una ruta de acceso a la serranía norte en dirección a Quito, fue la pequeña localidad de Guaranda, la cual aún permanecía en manos de las fuerzas realistas. Era incluso posible que en Guaranda se reúna el ejército realista y se fortifique con la intención de amenazar la independencia guayaquileña, así que la toma de Guaranda pasó a ser indispensable para los planes del ejército libertador.

Localización de la Batalla de Camino Real.

La Batalla de Camino Real que se dio el 9 de noviembre de 1820, donde las tropas de la Corona fueron derrotadas, fue un paso fundamental dentro del proceso libertario de lo que hoy es el Ecuador; un día después, Guaranda proclamó su Independencia del dominio español. El combate se libró en el sector de Camino Real, cerca de la pequeña población de Bilován en el cantón San Miguel de Bolívar, al sur de la ciudad de Guaranda. Las tropas guayaquileñas avanzaron hacia el noroeste, en un intento de avanzar hasta Quito, sin embargo, los realistas se habían fortificado en Camino Real con el objetivo de impedir el paso a los independentistas y, finalmente, organizar un futuro ataque a la propia ciudad de Guayaquil y así de ese modo acabar con la rebelión dentro de la Real Audiencia de Quito. La victoria obtenida en Camino Real fue un buen inicio para las fuerzas guayaquileñas, las cuales ingresaron el 10 de noviembre  (un día después de la batalla) en la pequeña ciudad de Guaranda. Tras estos acontecimientos, la entrada al callejón interandino ya había sido alcanzado y se tendría dos posibles objetivos: ir hacia el sur hasta Cuenca o ir directamente a la capital de la Real Audiencia en Quito.
Según la ley de División territorial de Colombia, dictada el 25 de junio de 1824, Guaranda en su categoría de Cantón pasó a formar parte de la provincia de Chimborazo. Esta situación duró hasta el 3 de marzo de 1860, en que García Moreno, creó el Cantón Chimbo, atendiendo las patrióticas gestiones de los distinguidos ciudadanos, como los señores: Luis Salvador, Francisco Secaira, José María Cisneros, Doroteo Rodríguez y Miguel Arguello Guaranda y Chimbo, con sus parroquias, fueron incorporadas a la provincia de los Ríos.
La provincia de Bolívar se constituyó como tal por tener líderes que anhelaban su independencia administrativa. Muchos fueron los pronunciamientos previos de importantes grupos sociales de Guaranda, Guanujo, Chimbo que hicieron, por igual, sus peticiones al Gobierno y al Congreso Nacional, buscando la autonomía política. En la Convención Nacional reunida en Ambato en 1878, por primera ocasión se escucha una voz que pone de relieve las aspiraciones independentistas del sector serrano de la provincia de Los Ríos, cuyas actividades administrativas gubernamentales constituían un verdadero suplicio para sus habitantes.
Esa voz fue la del representante Camilo Montenegro Carcelén, que luego como vicepresidente de la Asamblea de 1880, dando un paso decisivo para la creación de la Provincia, logra el establecimiento de un auténtico colegio en Guaranda: "El San Pedro", que luego de la Revolución Liberal de 1895 cambiaría su nombre por "Pedro Carbo".
Al triunfar la revolución que derrocó al General Ignacio de Veintimilla que se había proclamado dictador por segunda ocasión, fue convocada la Asamblea Nacional de 1883-1884. Por la provincia de Los Ríos fueron elegidos diputados Gabriel Ignacio Veintimilla Flores, José Vaquero Dávila y Ángel Polibio Chaves. El último de los nombrados, que figuró entre los principales jefes de la expedición del Sur contra el dictador, suscribió un compromiso con 16 diputados más, por el cual se comprometían, entre otros aspectos de importancia nacional, crear las provincias que llevarían los nombres de "Bolívar" y "El Oro".
Ángel Polibio Chaves presentó la solicitud a la Asamblea Nacional, presidida por el General Francisco J. Salazar. En la sesión extraordinaria del 21 de febrero de 1884, "se consideró, en tercera discusión, la Ley de División Territorial", cuyo artículo primero creaba las nuevas provincias.
El diputado Vaquero, diputado por la Provincia de los Ríos, fue el principal opositor; Chaves con gran elocuencia replicó, Vaquero más fuerte en la contrarréplica; el diputado Veintimilla Flores hace escuchar su postura, cuya argumentación fue una clase de Cívica e Historia que mantuvo a la Cámara en plena atención y que sirvió para ilustrar el debate. La Asamblea se pronunció por la nueva división territorial, que puesta a consideración del Ejecutivo, fue sancionada el 23 de abril de 1884.El 15 de mayo de 1884 se inauguró como provincia con los cantones de Guaranda y San Miguel, siendo su capital Guaranda.
Guaranda es declarada como Patrimonio Cultural del Ecuador el 23 de octubre de 1997, por su centro histórico que refleja su arquitectura urbanística.

## Geografía

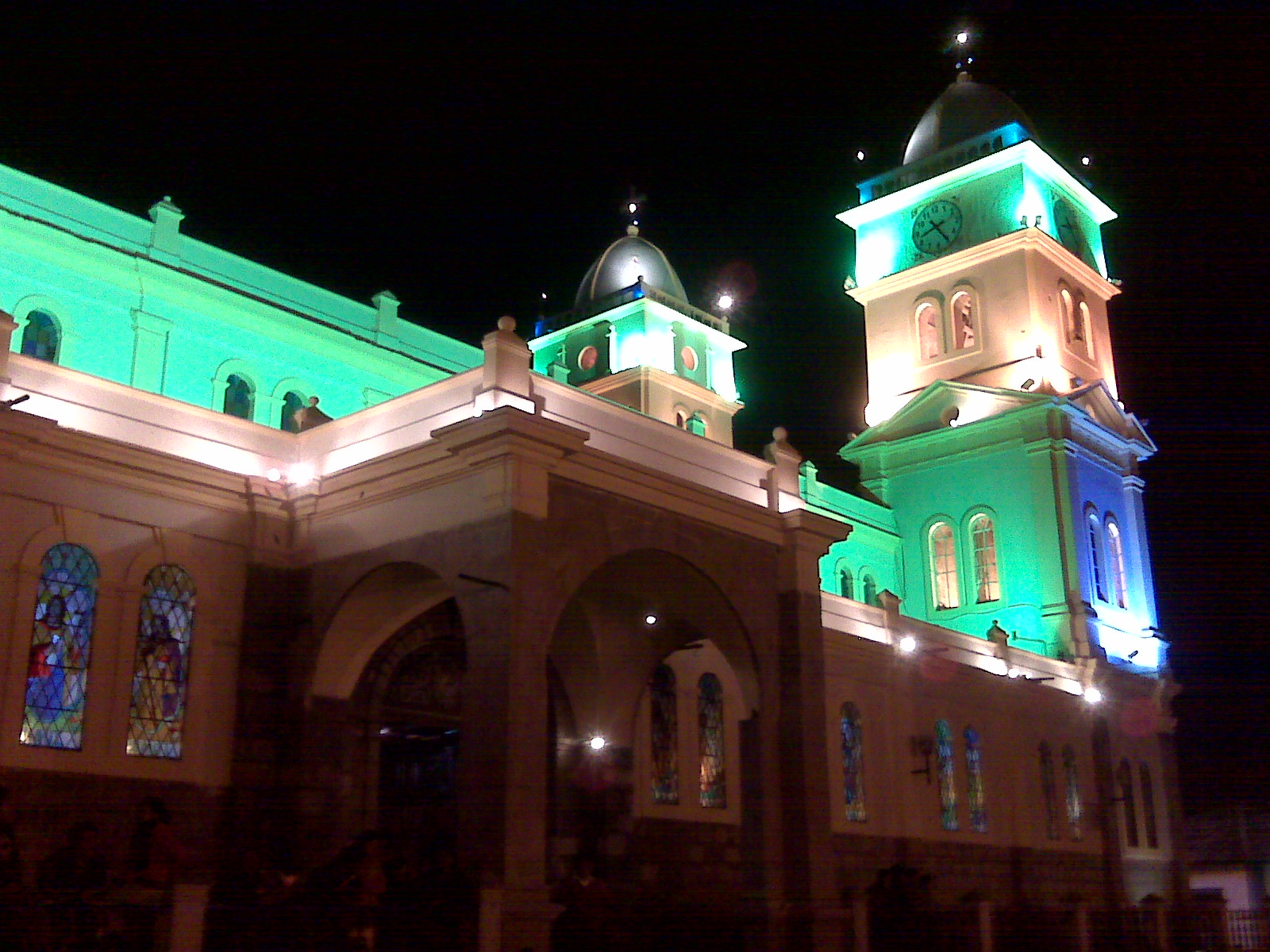
Iglesia de Guanujo

Localizada en la hoya de Chimbo, en el corazón del Ecuador, Guaranda se encuentra al noroeste de la provincia de Bolívar. Se encuentra enclavada en el corazón de país, al pie del nevado Chimborazo. Guaranda es conocida también como "Ciudad de las Siete Colinas" y "Ciudad de los Eternos Carnavales". Está cruzada por los ríos Salinas e Illangama (o Guaranda), a partir de su confluencia, al sur de la ciudad se forma el río Chimbo. A Guaranda se la denomina también "la ciudad de las 7 Colinas" porque está rodeada de las siguientes elevaciones: Cruzloma, Loma de Guaranda, San Jacinto, San Bartolo, Talalac, Tililac y el Calvario.

### Clima
Por estar cerca del volcán Chimborazo el clima es muy frío. Varía desde los páramos fríos, con temperaturas desde los 4 °C hasta los 7 °C. Llegando al clima subtropical cálido, entre 18 °C y 24 °C. Guaranda está rodeada por un marco de montañas que conforman una hoya geográfica en las Cordillera Oriental y Occidental de los Andes y una cadena montañosa por el norte y sur que une las dos cordilleras formando un microclima único.
Cabe resaltar que a pocos kilómetros de Guaranda queda el majestuoso volcán nevado Chimborazo, el segundo más alto del mundo, más al norte otro volcán activo, la mama Tungurahua y hacia el oriente, el impresionante volcán activo Sangay. Aún más al norte el magnífico Cotopaxi volcán activo más alto del mundo.

## Política
Territorialmente, la ciudad de Guaranda está organizada en 3 parroquias urbanas, mientras que existen 3 parroquias rurales con las que complementa el aérea total del Cantón Guaranda. El término "parroquia" es usado en el Ecuador para referirse a territorios dentro de la división administrativa municipal.
La ciudad y el cantón Guaranda, al igual que las demás localidades ecuatorianas, se rige por una municipalidad según lo previsto en la Constitución de la República. El Gobierno Autónomo Descentralizado Municipal de Guaranda, es una entidad de gobierno seccional que administra el cantón de forma autónoma al gobierno central. La municipalidad está organizada por la separación de poderes de carácter ejecutivo representado por el alcalde, y otro de carácter legislativo conformado por los miembros del concejo cantonal.
La ciudad de Guaranda es la capital de la provincia de Bolívar, por lo cual es sede de la Gobernación y de la Prefectura de la provincia. La Gobernación está dirigida por un ciudadano con título de Gobernador de Bolívar y es elegido por designación del propio Presidente de la República como representante del poder ejecutivo del estado. La Prefectura, algunas veces denominada como Gobierno Provincial, está dirigida por un ciudadano con título de Prefecto Provincial de Bolívar y es elegido por sufragio directo en fórmula única junto al candidato viceprefecto. Las funciones del Gobernador son en su mayoría de carácter representativo del Presidente de la República, mientras que las funciones del Prefecto están orientadas al mantenimiento y creación de infraestructura vial, turística, educativa, entre otras.
La Municipalidad de Guaranda, se rige principalmente sobre la base de lo estipulado en los artículos 253 y 264 de la Constitución Política de la República y en la Ley de Régimen Municipal en sus artículos 1 y 16, que establece la autonomía funcional, económica y administrativa de la Entidad.

### Alcaldía
El poder ejecutivo de la ciudad es desempeñado por un ciudadano con título de Alcalde del Cantón Guaranda, el cual es elegido por sufragio directo en una sola vuelta electoral sin fórmulas o binomios en las elecciones municipales. El vicealcalde no es elegido de la misma manera, ya que una vez instalado el Concejo Cantonal se elegirá entre los ediles un encargado para aquel cargo. El alcalde y el vicealcalde duran cuatro años en sus funciones, y en el caso del alcalde, tiene la opción de reelección inmediata o sucesiva. El alcalde es el máximo representante de la municipalidad y tiene voto dirimente en el concejo cantonal, mientras que el vicealcalde realiza las funciones del alcalde de modo suplente mientras no pueda ejercer sus funciones el alcalde titular.
El alcalde cuenta con su propio gabinete de administración municipal mediante múltiples direcciones de nivel de asesoría, de apoyo y operativo. Los encargados de aquellas direcciones municipales son designados por el propio alcalde. Actualmente el alcalde de Guaranda es Medardo Chimbolema, elegido para el periodo 2019 - 2023.
El poder legislativo de la ciudad es ejercido por el Concejo Cantonal de Guaranda el cual es un pequeño parlamento unicameral que se constituye al igual que en los demás cantones mediante la disposición del artículo 253 de la Constitución Política Nacional. De acuerdo a lo establecido en la ley, la cantidad de miembros del concejo representa proporcionalmente a la población del cantón.
Guaranda posee 7 concejales, los cuales son elegidos mediante sufragio (Sistema D'Hondt) y duran en sus funciones cuatro años pudiendo ser reelegidos indefinidamente. De los siete ediles, 4 representan a la población urbana mientras que 3 representan a las 9 parroquias rurales. El alcalde y el vicealcalde presiden el concejo en sus sesiones. Al recién instalarse el concejo cantonal por primera vez los miembros eligen de entre ellos un designado para el cargo de vicealcalde de la ciudad.
Los alcaldes de Guaranda han sido: 
- Gabriel Silva del Pozo  (1949–1952, 1958–1959)
- Sergio Humberto Chaves (1952–1953)
- Jaime Arregui Bermeo (1953–1955)
- Gabriel Veintimilla (1955–1958)
- Alfonso Durango (1959–1961)
- José Q. Coloma (1962–1965)
- Anacarsis Camacho (1965–1966)
- César Augusto Chaves (1966–1970)
- Jesús Págalos (1970–1970)
- Gabriel Noboa Grijalva (1971–1972)
- Homero Vásconez Benavides (1972–1972)
- Jaime Durango (1972–1978)
- Bayardo Poveda Vargas (1978–1978)
- Guillermo Tapia del Pozo (1978–1984)
- Ermel Campana Baux (1984–1988)
- Freddy López Galarza (1988–1992)
- Freddy Espinoza Chimbo (1992–1996)
- Kleber Guevara Erazo (1996–2000)
- Arturo Yumbay Ilijama (2001–2002)
- Alberto Coles Tibanlombo (2002–2004, 2004–2009)
- Gustavo Jaramillo Villafuerte (2010–2014)
- Ramsses Torres Espinosa (2014–2019)

### División política
El cantón se divide en parroquias que pueden ser urbanas o rurales y son representadas por las Juntas Parroquiales ante el Municipio de Guaranda. Las parroquias urbanas son:
- Ángel Polibio Chávez
- Gabriel Ignacio Veintimilla
- Guanujo

## Turismo
El turismo en una de las actividades más importantes de Guaranda, por ende, desde los últimos años, se encuentra en constante cambio e innovación. A través de los años, Guaranda ha incrementado notablemente su oferta turística; actualmente, el índice turístico creció gracias a la campaña turística emprendida por el gobierno nacional, "All you need is Ecuador". El turismo de la ciudad se enfoca en múltiples atractivos turísticos de diversa índole (naturaleza, cultura, gastronomía, historia, etc.), dentro de la ciudad y en sus alrededores:
- Centro histórico de Guaranda: Está compuesto por un conjunto de casas construidas con materiales autóctonos y con una ingeniería propia de finales del siglo XIX e inicios del XX. Desde cualquiera de las Siete Colinas se contempla una ciudad techada por tejas que le dan un aire señorial y una sensación de tapizado uniforme color marrón, propio de la teja de la zona. Es uno de los principales atractivos turísticos de la ciudad. Sus casas de dos plantas, con balcones de madera tallada o combinado con hierro, paredes de adobe y adobón,  son reflejo de la herencia colonial de esas construcciones. Esta particularidad arquitectónica sirvió de base para que en 1997 le declaren a Guaranda Patrimonio Cultural del Ecuador. Sus calles angostas y en su mayoría con adoquines de piedra, le dan una apariencia de solemnidad, sobriedad y elegancia únicas, muy atractivas para contemplarlas en el día y en la noche.[10]

- Catedral de Guaranda: Está ubicada en el centro de la ciudad, a un costado del parque El Libertador, en las calles 10 de agosto entre Convención de 1884 y Sucre. Es de tipo neoclásica, conserva elementos renacentistas, románticos, mudéjar, barroco e incluso gótico. La planta es rectangular y de características románticas, en el centro del ábside se encuentra el altar. Su fachada, construida de piedra labrada, culmina en dos torres. También cuenta con una cruz de la época de la colonia. En su interior se aprecian arcos de medio punto en las naves y en las ventanas, junto a las naves se levantan las capillas, donde se puede apreciar hermosas pinturas y tallados en madera. En los portales laterales permanecen interesantes retablos, y en el resto del edificio abunda un trabajo delicado, que se manifiesta de forma magnífica en la fachada occidental, con un interesante cuadro del juicio final.[11]
- Empresas comunitarias de Salinas: En la parroquia rural de Salinas se han desarrollado varias empresas comunitarias que por su carácter de economía social y solidaria han llamado la atención de nacionales y extranjeros, por lo cual sus pobladores han implementado un plan de visita a las instalaciones, se puede encontrar mayor información en su página de turismo. Además que posee uno de los atractivos naturales más relevantes de la provincia que son las vertientes de agua sal y los farallones de Tiagua.

### Carnaval

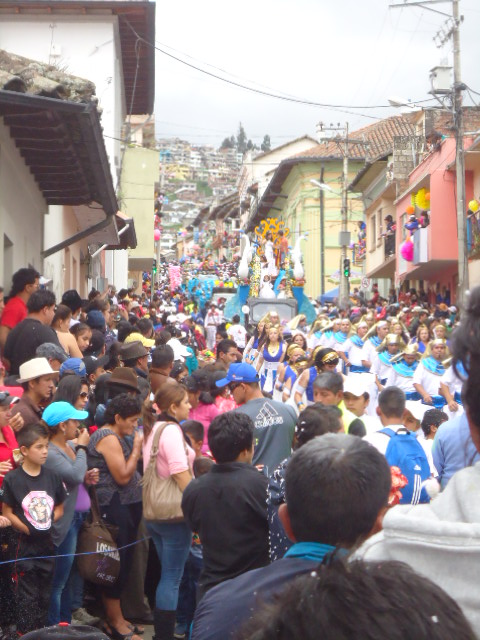
Comparsas del "Carnaval de Guaranda".

El Carnaval constituye la "Fiesta Mayor" de la ciudad y la provincia y su celebración es reconocida tanto nacional como internacionalmente.
Es una fiesta popular que se festeja en honor a la siembra y a la fertilidad de las tierras, y para que las deidades bendigan el inicio de la siembra. Es una costumbre que se realiza en Ecuador, especialmente en Guaranda y en todos los cantones y parroquias de la provincia de Bolívar. En Guaranda, se congregan bandas de los diferentes pueblos aledaños, para departir con música nacional popular, como albazos, yaravíes, y la típica canción del Carnaval. La principal característica de esta celebración es el jugar con agua, pero existe una variante en la cual los diferentes actores se untan y arrojan entre sí harina, huevos y maicena, además de agua.
Tampoco falta el famoso "Pájaro azul" típico de la región, este es un destilado de la caña de azúcar fermentada, y su peculiar nombre es debido a su color azulado. Desde hace unos años, este carnaval de música, color y baile ha congregado a grupos culturales étnicos de las cuatro diferentes regiones de Ecuador. SIERRA, COSTA, ORIENTE E INSULAR, además de estar tomando un giro global acogiendo a grupos de baile y danza bolivianos, peruanos, colombianos y norteamericanos.

## Transporte
El transporte público es el principal medio transporte de los habitantes de la ciudad y sus alrededores. La urbe posee un servicio de bus público urbano en expansión. El sistema de bus no es amplio y está conformado por pocas empresas de transporte urbano. La tarifa del sistema de bus es de 0,30 USD, con descuento del 50% a grupos prioritarios (menores de edad, adultos mayores, discapacitados, entre otros). Además existen los buses interparroquiales e intercantonales para el transporte a localidades cercanas. Las principales cooperativas de transporte que dan servicio en Guaranda son: Express Cándido Rada, Cooperativa Universidad de Bolívar, Transportes 15 de Mayo, Compañía TranSalinerito, Compañía Antonio Polo.
Gran parte de las calles de la ciudad están asfaltadas o adoquinadas, aunque algunas están desgastadas y el resto de calles son lastradas, principalmente en los barrios nuevos que se expanden en la periferia de la urbe.

#### Avenidas importantes
- Che Guevara
- García Moreno
- General Enríquez
- Cándido Rada
- Sucre
- Convención de 1884

El Terminal de Guaranda es el principal centro de transporte terrestre de la ciudad de Guaranda, capital de la provincia de Bolívar, en la región central de Ecuador. Este terminal conecta la ciudad con importantes destinos nacionales, incluyendo Quito, Guayaquil, Ambato, Riobamba y otros puntos clave de la Sierra y la Costa ecuatoriana. Su infraestructura está diseñada para brindar comodidad y seguridad a los usuarios, ofreciendo servicios como boleterías, áreas de espera, locales comerciales y una zona de embarque organizada. Además, el terminal juega un papel esencial en la dinamización de la economía local, facilitando el transporte de pasajeros y mercancías hacia y desde la región. Su ubicación estratégica en el corazón de los Andes lo convierte en un punto clave para el tránsito regional y nacional.

## Educación
La ciudad cuenta con buena infraestructura para la educación, tanto pública como privada. La educación pública en la ciudad, al igual que en el resto del país, es gratuita hasta la universidad (tercer nivel) de acuerdo a lo estipulado en el artículo 348 y ratificado en los artículos 356 y 357 de la Constitución Nacional. Varios de los centros educativos de la ciudad cuentan con un gran prestigio. La ciudad está dentro del régimen sierra por lo que sus clases inician los primeros días de septiembre y luego de 200 días de clases se terminan en el mes de julio.
En Guaranda se asientan varias universidades, destacándose la Universidad Estatal de Bolívar, propia de la urbe; fundada el 22 de octubre de 1977. La mayoría de universidades, solo oferta estudios en modalidad a distancia, como la Universidad Técnica Particular de Loja.

## Economía
Guaranda es una ciudad de amplia actividad comercial. La ciudad es el mayor centro económico y comercial de la provincia de Bolívar. Alberga varias entidades financieras y comerciales del país. Su economía se basa en la agricultura, la ganadería y el comercio. En la ciudad se comercializan los productos de la zona como: panela, aguardiente más conocido como "Pájaro Azul", lana, productos lácteos y tejidos. La lana de fibras naturales, los productos lácteos y los tejidos artesanales son elaborados en las empresas comunitarias de la parroquia Salinas a 29 km de la ciudad.

## Medios de comunicación
La ciudad posee una red de comunicación en continuo desarrollo y modernización. En la ciudad se dispone de varios medios de comunicación como prensa escrita, radio, televisión, telefonía, Internet y mensajería postal. En algunas comunidades rurales existen telefonía e Internet satelitales.
- Telefonía: Si bien la telefonía fija se mantiene aún con un crecimiento periódico, esta ha sido desplazada muy notablemente por la telefonía celular, tanto por la enorme cobertura que ofrece y la fácil accesibilidad. Existen 3 operadoras de telefonía fija, CNT (pública), TVCABLE y Claro (privadas) y cuatro operadoras de telefonía celular, Movistar, Claro y Tuenti (privadas) y CNT (pública).

- Radio: En la localidad existe una gran cantidad de sistemas radiales de transmisión nacional y local, e incluso de provincias y cantones vecinos.

- Medios televisivos: La mayoría de canales son nacionales, aunque se ha incluido canales locales recientemente. El apagón analógico se estableció para el 31 de diciembre de 2023[13]

## Símbolos

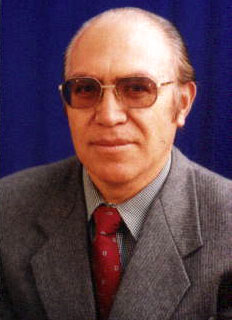
Dr. Héctor Del Pozo, autor de los símbolos de Guaranda

El 7 de febrero de 1984, se aprobó la ordenanza por la cual se oficializó el Escudo, la Bandera y el Himno de la ciudad de Guaranda.
El Escudo y la Bandera del cantón Guaranda, fueron creados por el Dr. Héctor Armando Del Pozo Campana.

## Deporte
La Federación Deportiva de Bolívar es el organismo rector del deporte en toda la Provincia de Bolívar y por ende en Guaranda se ejerce su autoridad de control. El deporte más popular en la ciudad, al igual que en todo el país, es el fútbol, siendo el deporte con mayor convocatoria. Actualmente existen 3 equipos de fútbol activos en la Asociación de Fútbol Profesional de Bolívar, que participan en el Campeonato Provincial de Segunda Categoría de Bolívar.

### Escenarios deportivos
El principal recinto deportivo para la práctica del fútbol es el Estadio Centenario de Guaranda. Está ubicado en la avenida Lucas Campana entre La Prensa y Guayaquil de ciudad de Guaranda. Es usado mayoritariamente para la práctica del fútbol; tiene capacidad para 4.550 espectadores. Desempeña un importante papel en el fútbol local, ya que los clubes guarandeños como el Sporting Bolívar, Unibolívar y Primero de Mayo hacen de locales en este escenario deportivo.
Acerca de competencias deportivas, este estadio acogió a nivel nacional. Asimismo, este estadio es sede de distintos eventos deportivos a nivel local, así como es escenario para varios eventos de tipo cultural, especialmente conciertos musicales (que también se realizan en el Coliseo Municipal de Guaranda). También el club de la vecina provincia de Tungurahua, el Mushuc Runa Sporting Club jugará sus partidos de local en este escenario deportivo, de esta manera por primera vez en la historia bolivarense se jugará un partido de la Serie A de Ecuador en esas tierras; el primer partido de fútbol profesional será entre Mushuc Runa y River Ecuador el domingo 17 de mayo de 2015.